# Maria Klass-Kazanowska
Maria Klass-Kazanowska, ros. Мария Людвиговна Казановская (ur. w 1857 na Wołyniu, zm. w 1898 w Żytomierzu) – polska malarka. Jej mężem był malarz Władysław Kazanowski.

## Studia
W 1874 r. ukończyła szkołę średnią w Charkowie. Naukę malarstwa rozpoczęła u Wojciecha Gersona w Warszawie, ucząc się u niego w latach 1878-1881. Zawarła tam znajomość z m.in. Anną Bilińską i Zofią Stankiewiczówną i wraz z nimi założyły pracownię przy ul. Nowy Świat 2. 
Mimo trudnej sytuacji majątkowej, za poradą Gersona w 1881 wyjechała na dalsze studia w Cesarskiej Akademii Sztuk Pięknych w Petersburgu. Tam kształciła się w klasie Bogdana P. Willewaldego. W 1884 ukończyła kurs podstawowy, Kontynuowała naukę na tejże uczelni do uzyskania w 1889 srebrnego medalu za swój obraz i otrzymała związany z tym tytuł niekłassnyj chudożnik („wolny artysta”).

## Działalność artystyczna
Klass-Kazanowska specjalizowała się w pejzażach, obrazach architektury i scenach rodzajowych, zwłaszcza z terenów Wołynia i Podola. Jej obraz Kamieniec Podolski (1893), jeden z cyklu poświęconego temu miastu, znajduje się na ekspozycji Muzeum Henryka Sienkiewicza w Oblęgorku, filii Muzeum Narodowego w Kielcach. Duży rozgłos przyniósł też Klass-Kazanowskiej obraz Idylla wystawiany w 1898 roku w Petersburgu.
Obraz Szkice sarenek (1897) i 10 innych jej obrazów znajduje się w zbiorach Muzeum Narodowego w Warszawie.
Anonimowo współpracowała z malarzem Adolfem Beckerem, by zarobić na utrzymanie.

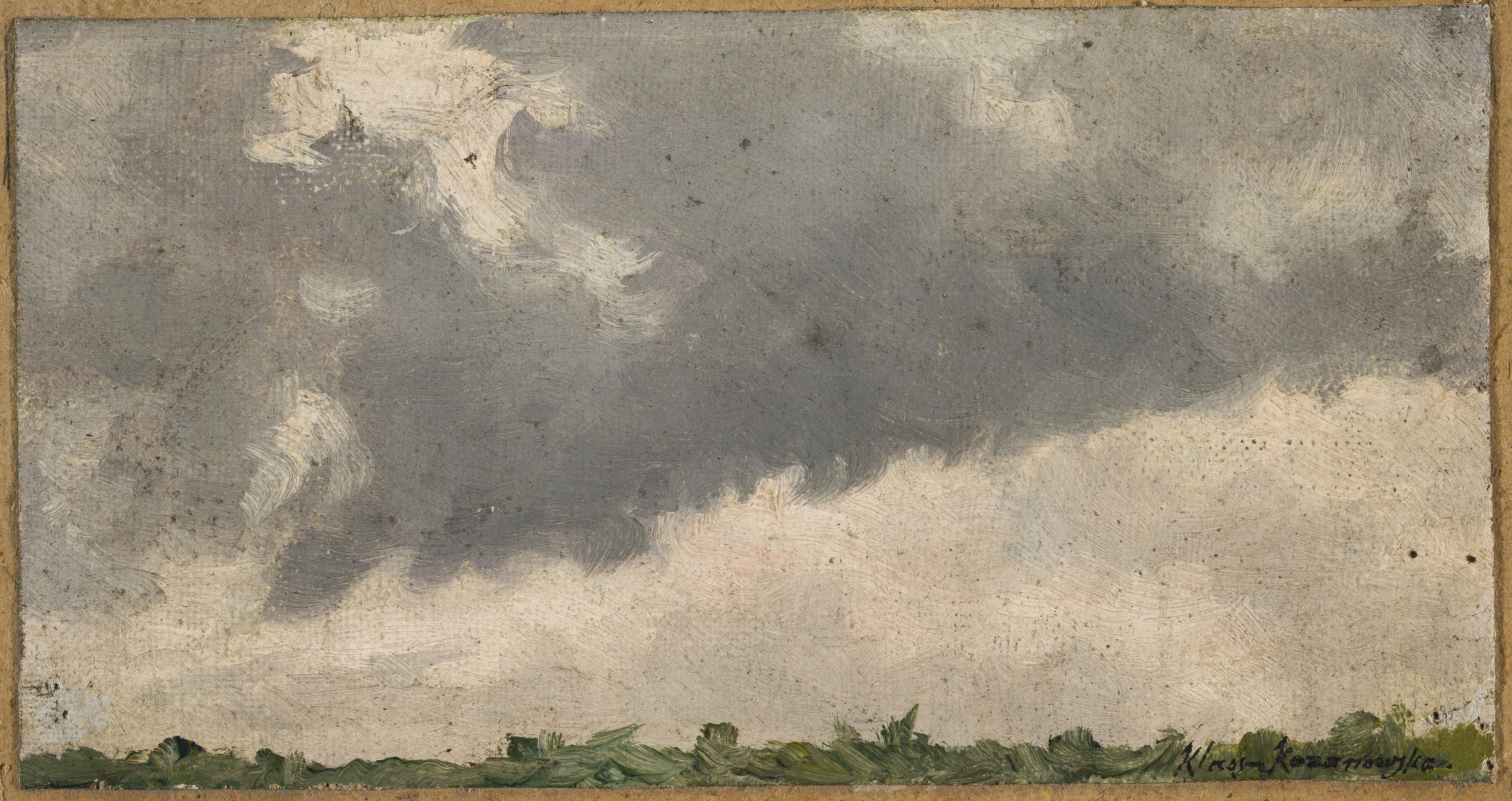
Szkic krajobrazu, przed 1898, Muzeum Narodowe w Warszawie
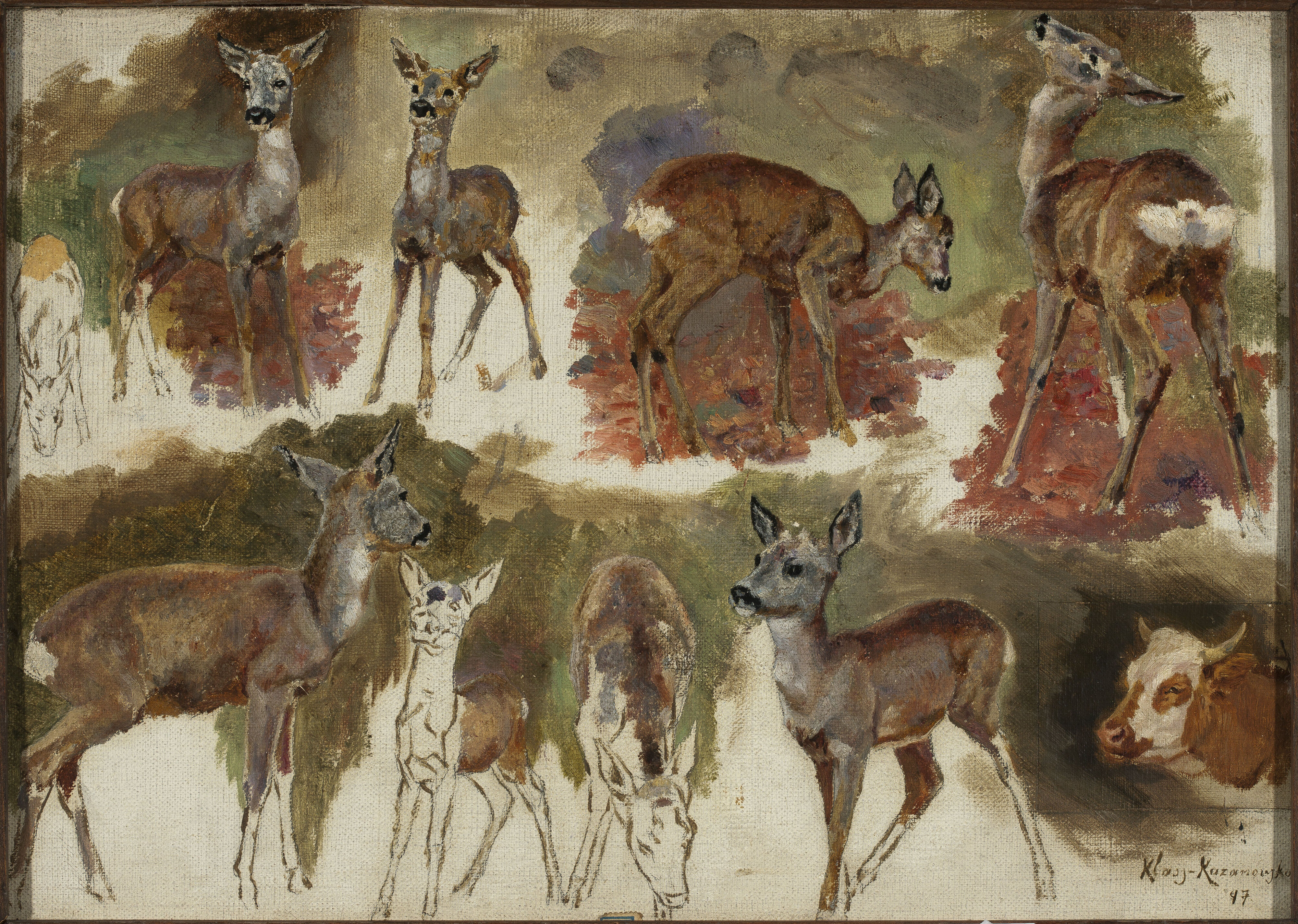
Studia sarenek, 1897, MNW
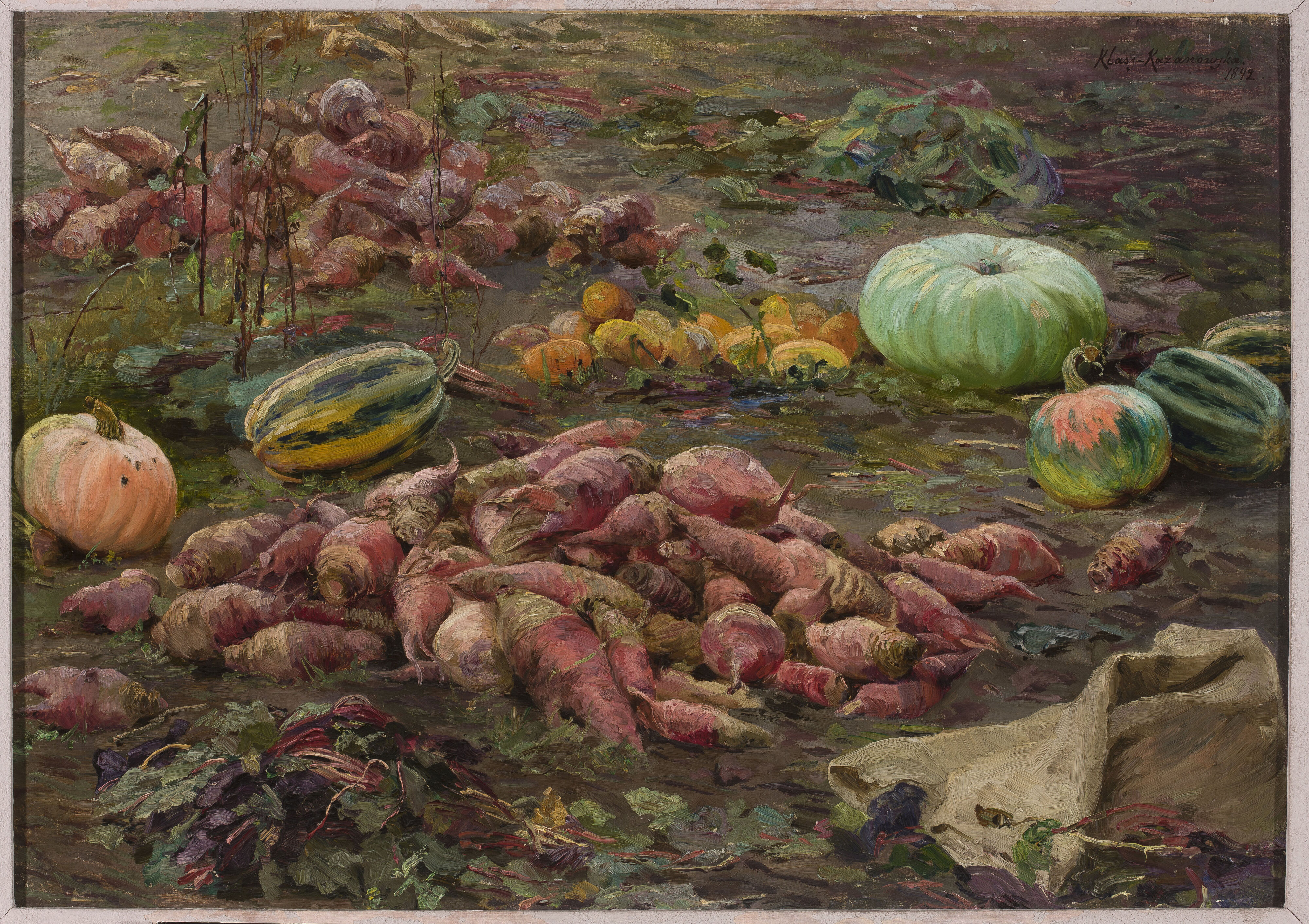
Martwa natura - buraki i dynie na polu, 1892, MNW
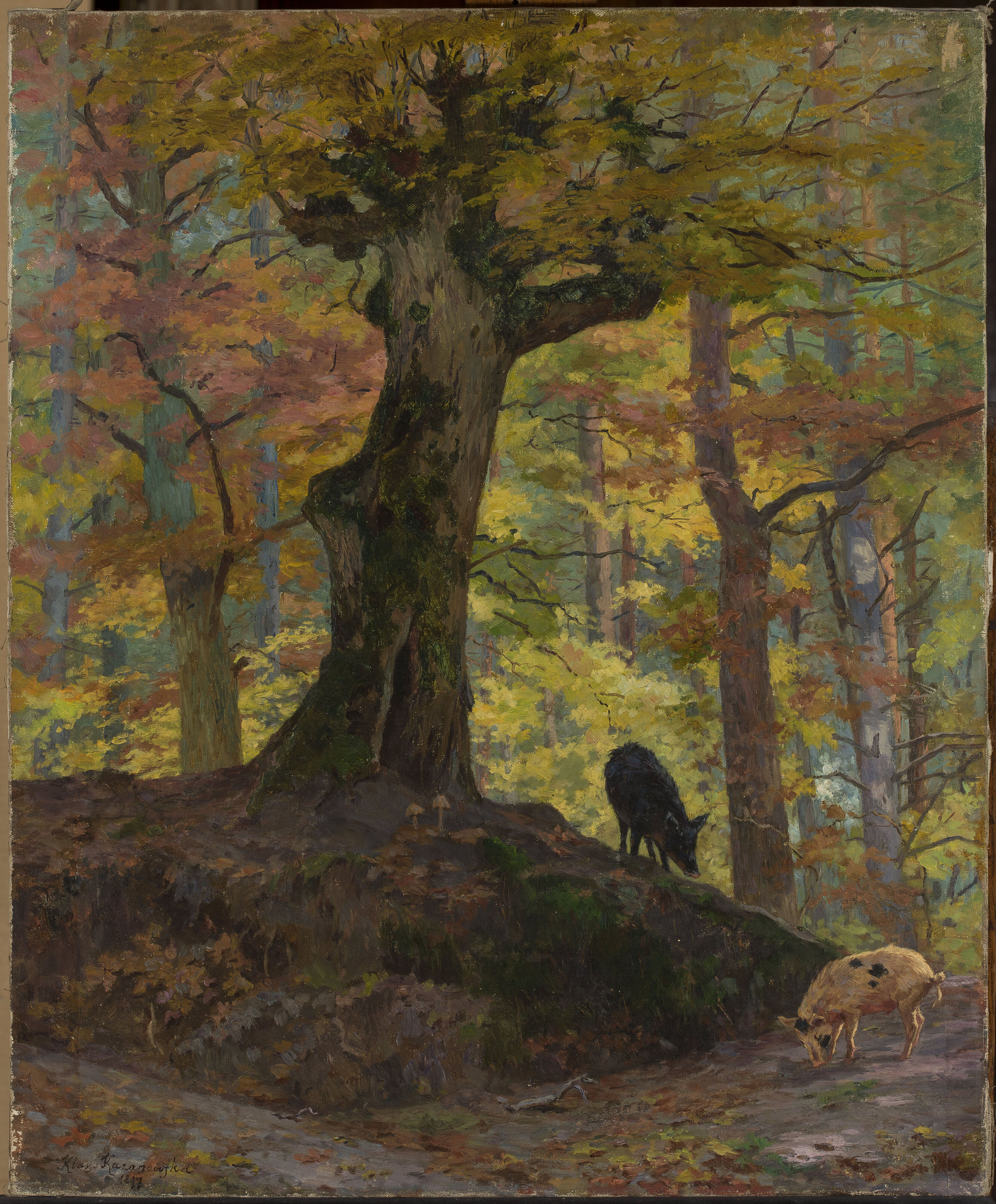
Dzikie świnie w lesie, 1897, MNW
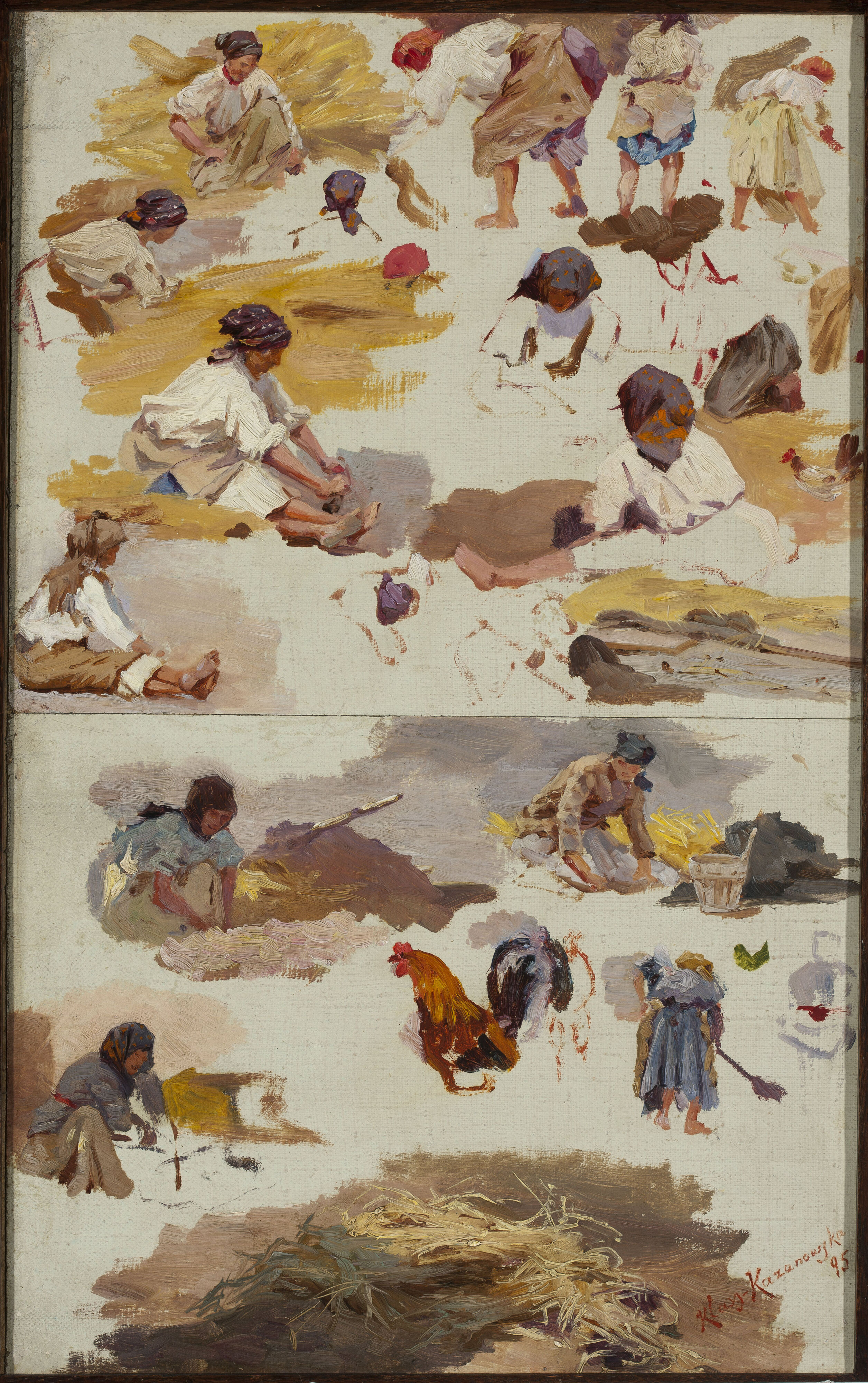
Studia chłopek do obrazu Przy budowie chaty, 1895, MNW
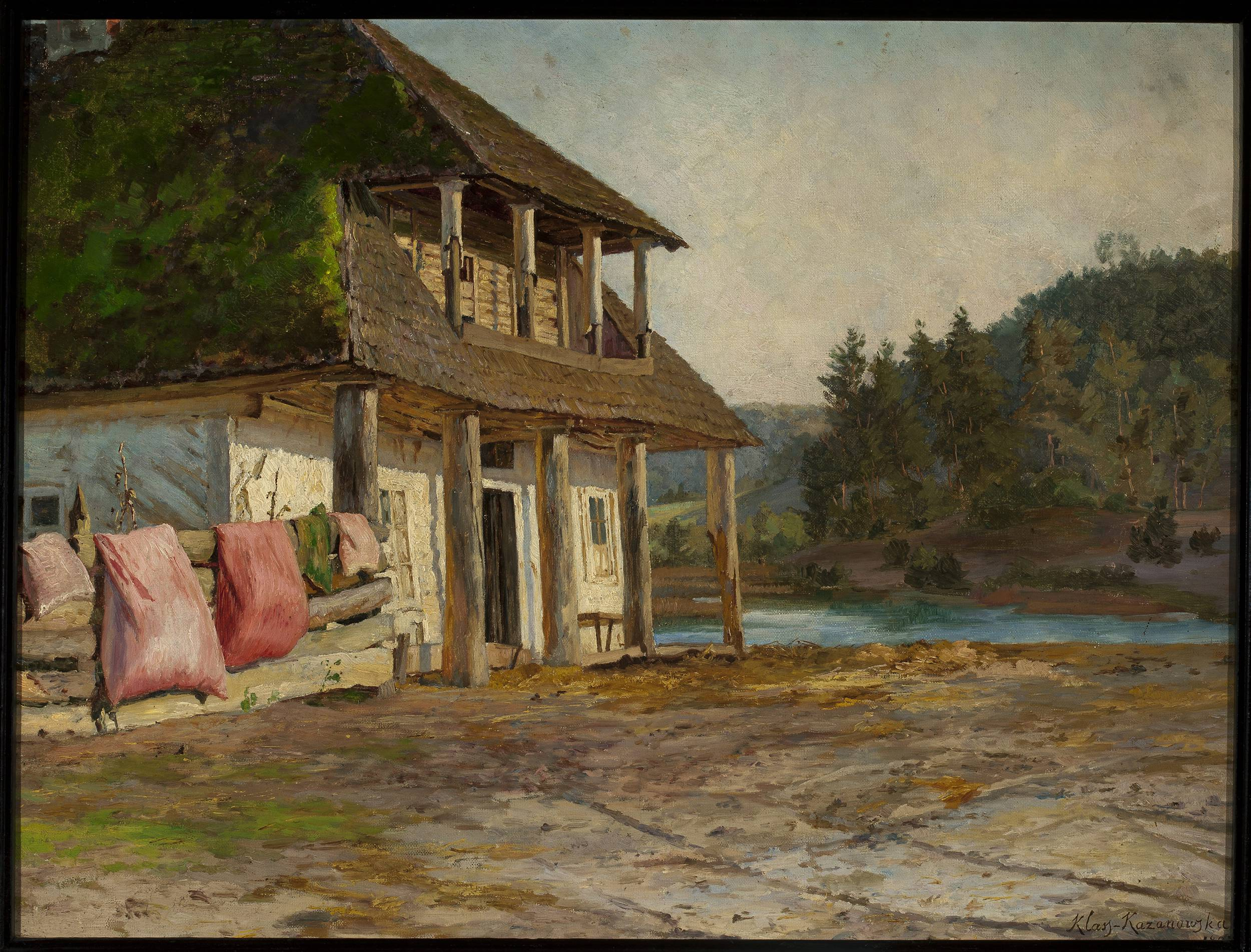
Drewniany domek, 1897, MNW
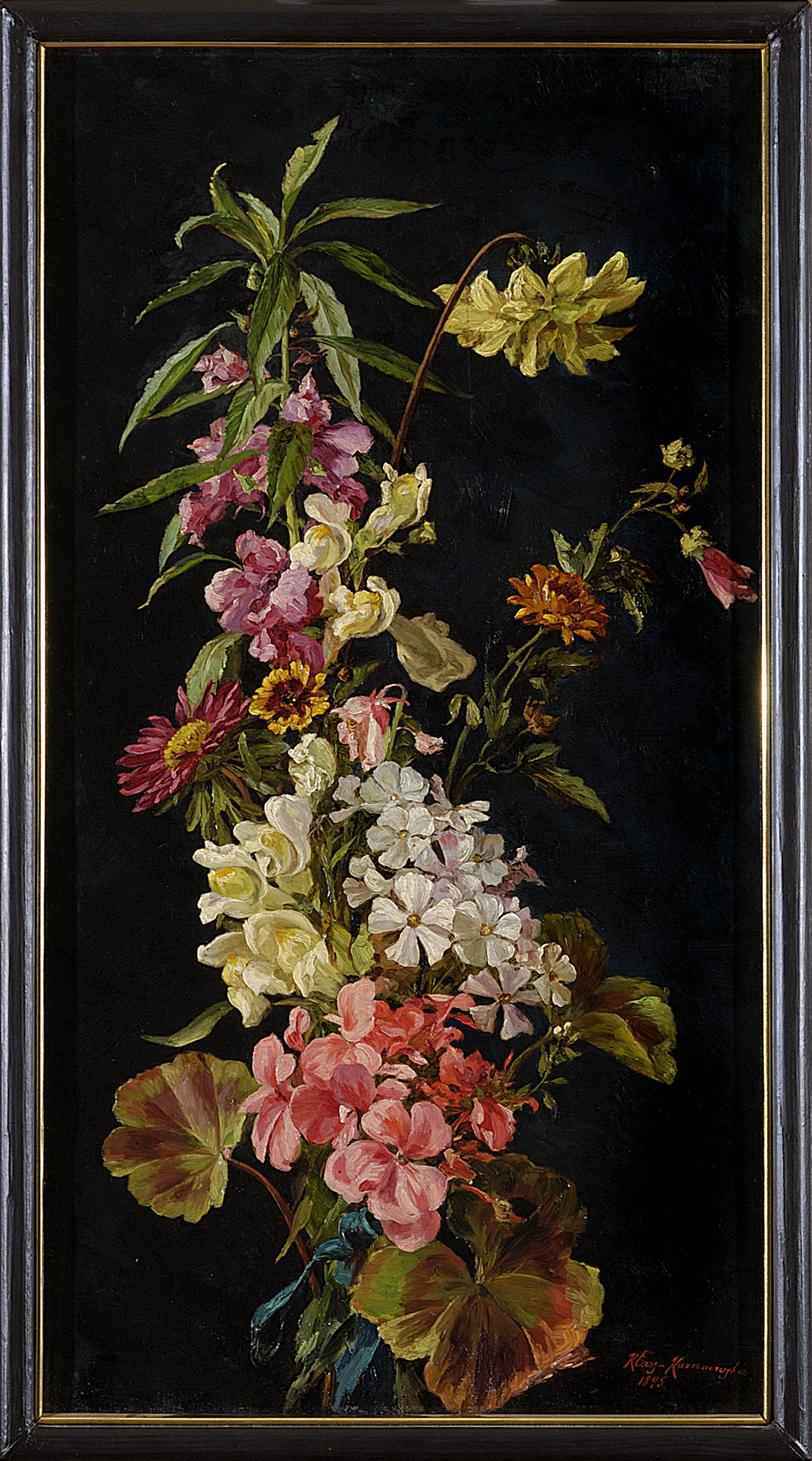
Kwiaty, 1895, MNW
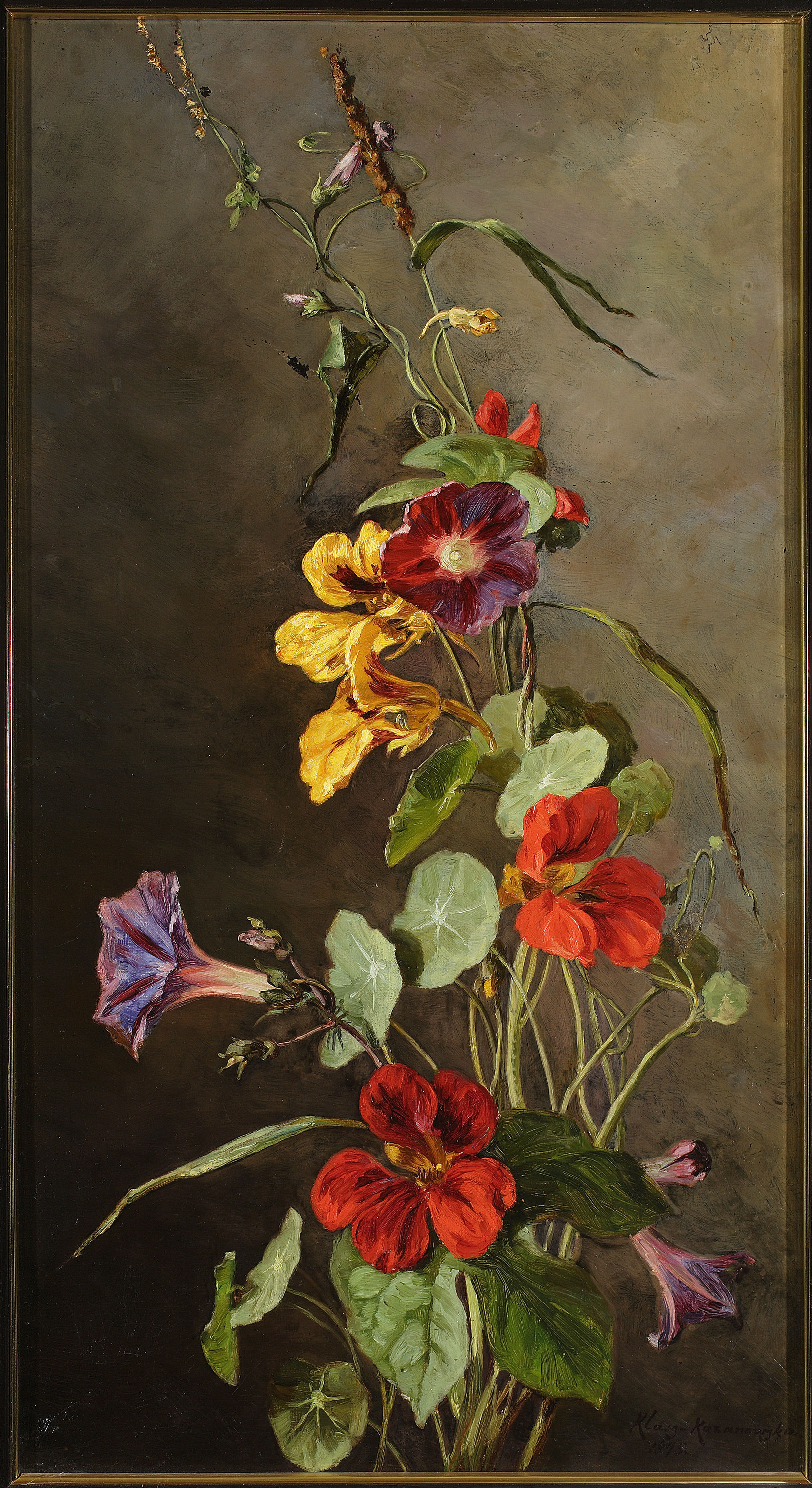
Kwiaty – Nasturcje, 1895, MNW
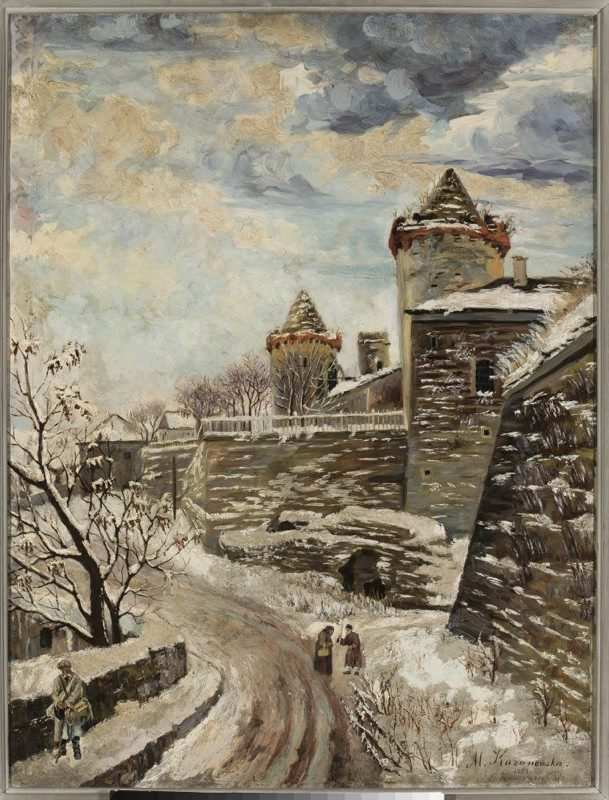
Kamieniec Podolski, 1894, MNW
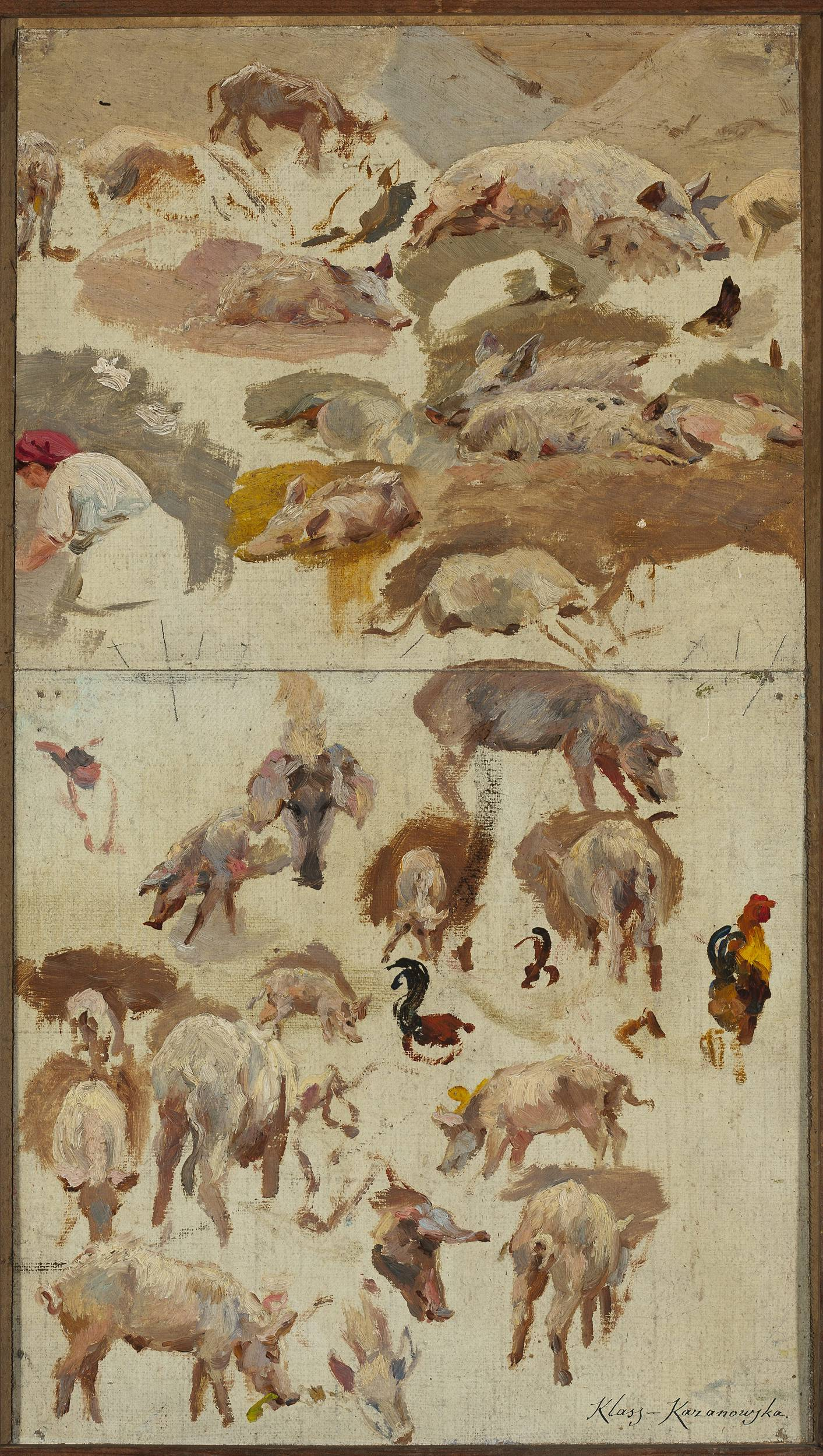
Studia świń, koniec XIX w., MNW